# Franz Anton von Weber

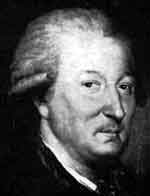
Franz Anton von Weber, Maler unbekannt

Franz Anton von Weber (* 26. September 1734 in Zell im Wiesental; † 16. April 1812 in Mannheim) war ein deutscher Musiker, Kapellmeister und Theaterdirektor. Sein Leben war durch eine umfangreiche Reisetätigkeit geprägt.
Er war Onkel von Aloisia Lange, geb. Weber und Constanze Mozart, geb. Weber. In zweiter Ehe war er mit Genovefa Brenner verheiratet; aus dieser Ehe stammt sein Sohn, der Komponist Carl Maria von Weber.

## Leben
Franz Anton von Webers Vorfahren kamen aus Stetten (Lörrach). Selbst nicht-adelig geboren, maßte er sich das Adelsprädikat an, indem er behauptete, von einer damals bereits ausgestorbenen süddeutschen Familie gleichen Namens abzustammen. Er besuchte die Jesuitenschule in Freiburg im Breisgau mit musischer Ausbildung und erhielt zusätzlichen Geigenunterricht bei seinem Vater Fridolin Weber bis zu dessen Tod 1754.
Vermutlich während seines Militärdienstes, für den es jedoch keine Belege gibt, bekam er Kontakte zur Mannheimer Hofkapelle, bei der sein Bruder Franz Fridolin Weber als Bassist arbeitete.
1758 wurde Weber fürstbischöflicher Hofkammerrat im Hochstift Hildesheim und Steuerwald. Nach seiner Entlassung aus dem Staatsdienst 1768 blieb er als Privatier in Hildesheim und unternahm von dort aus zahlreiche Konzertreisen als Geiger und Bratscher. 1776 wurde er Musikdirektor der Theatergesellschaft Johann Friedrich Stöfflers. Auftrittsorte der Gesellschaft waren Hildesheim, Celle, Lüneburg, Stade, Hannover, Eutin und Lübeck.
Im April 1779 wurde er fürstbischöflicher Hofkapellmeister in Eutin, allerdings wurde die dortige Hofkapelle aus Sparzwängen bereits 1781 aufgelöst. 1785 wurde er dort Stadtmusikus, seinen Titel als Hofkapellmeister durfte er indes weiter führen. Als örtlicher Kapellmeister war er auch für reisende Theatergesellschaften tätig. Zwischendurch hatte mehrfach Aufenthalte in Hamburg und Wien.
Im Sommer 1783 besuchte er seine Söhne Fridolin und Edmund von Weber, die damals von Joseph Haydn unterrichtet wurden, in Wien. Dort lernte er die 19-jährige Genovefa Brenner kennen, die zu dieser Zeit in Wien als begabte Sängerin auftrat. Am 20. August 1785 heiratete er Genovefa Brenner in der Wiener Schottenkirche. Trauzeugen waren der Hofschauspieler Joseph Lange und Vincenzo Righini. Es war Webers zweite Ehe, aus der ersten waren bereits acht Kinder hervorgegangen, von denen noch vier am Leben waren. Aus der Ehe mit Genovefa Brenner gingen drei weitere Kinder hervor, von denen die beiden jüngeren bereits im frühesten Kindesalter verstarben.
Das frisch verheiratete Paar zog mit den beiden Söhnen aus Franz Antons erster Ehe zunächst wieder nach Eutin. 1786 wurde dort der erste Sohn Genovefas, Carl Maria geboren. Von 1787 bis 1789 lebte die Familie wieder in Hamburg. 1789 wurde Franz Anton Kapellmeister bei der Schauspielgesellschaft von Johann Friedrich Toscani und Peter Carl Santorini in Kassel, Marburg und Hofgeismar; im gleichen Jahr gründete er schließlich eine eigene Theatertruppe und kam mit dieser u. a. nach Meiningen, Nürnberg und Amberg. Im März 1793 kam er mit seinem Musik- und Theaterensemble in Bayreuth an. Das Markgräfliche Opernhaus und das Theater im Reithaus, der späteren Stadthalle, wurden bespielt. Mit ihm kamen seine Frau Genovefa und der fünfjährige Sohn Carl Maria in die Stadt. Zwei Spielzeiten (16. März bis 15. Juni 1793 sowie 1. Oktober 1793 bis Frühjahr 1794), unterbrochen von einer Sommerspielzeit in Erlangen (21. Juni bis 26. September 1793) sind nachweisbar. Franz Anton von Weber, der mit seiner Familie im Hotel Goldener Anker logierte, bot ein ausgewogenes Angebot aus Lustspiel, Drama und Oper. In der Aufführung Albrecht Achilles. Markgraf von Brandenburg stellte der kleine Carl Maria dessen erstgeborenen Prinzen Johannes dar. Im Frühjahr 1794 führte das Ensemble Mozarts Oper Die Zauberflöte auf. Dessen Ehefrau Constanze Mozart war eine Nichte Franz Anton von Webers. Karl August von Hardenberg, Generalgouverneur des damals preußischen Ansbach-Bayreuth, sprach sich für eine dauerhafte Anstellung des Ensembles aus. Am 4. Mai 1794 übergab es von Weber jedoch an den Schauspieldirektor Daniel Gottlieb Quandt.
1794 lebte von Weber als Privatier in Weimar und Rudolstadt, wo seine Frau in den Theatern Johann Wolfgang Goethes auftrat. 1794/95 wurde er Kapellmeister bei der Schauspielgesellschaft von Franz Xaver Glöggl und versuchte sich auch dort 1795/96 wieder mit einer eigenen Theatertruppe. Nach einem Zwischenspiel in Hildburghausen zog die Familie wieder nach Salzburg. Dort starb seine Frau 1798, sein Sohn Carl Maria erhielt im gleichen Jahr Unterricht bei Michael Haydn. Es folgten weitere Kunstreisen, so nach München (1798–1800), Freiberg (1800/01), wieder Salzburg (1801/02), Norddeutschland (1802), Augsburg (1802/03) und Wien (1803/04). 1804 bis 1806 lebte er in Breslau, wo sein Sohn Carl Maria eine Anstellung als Kapellmeister gefunden hatte, unterbrochen durch Aufenthalte im schlesischen Carlsruhe 1806/07. 1807 zog Carl Maria von Weber nach Stuttgart, wohin ihm der Vater später folgte.
Seine letzten Jahre verbrachte Franz Anton von Weber in Mannheim, wo er am 16. April 1812 starb.